# Ögmundur Jónasson

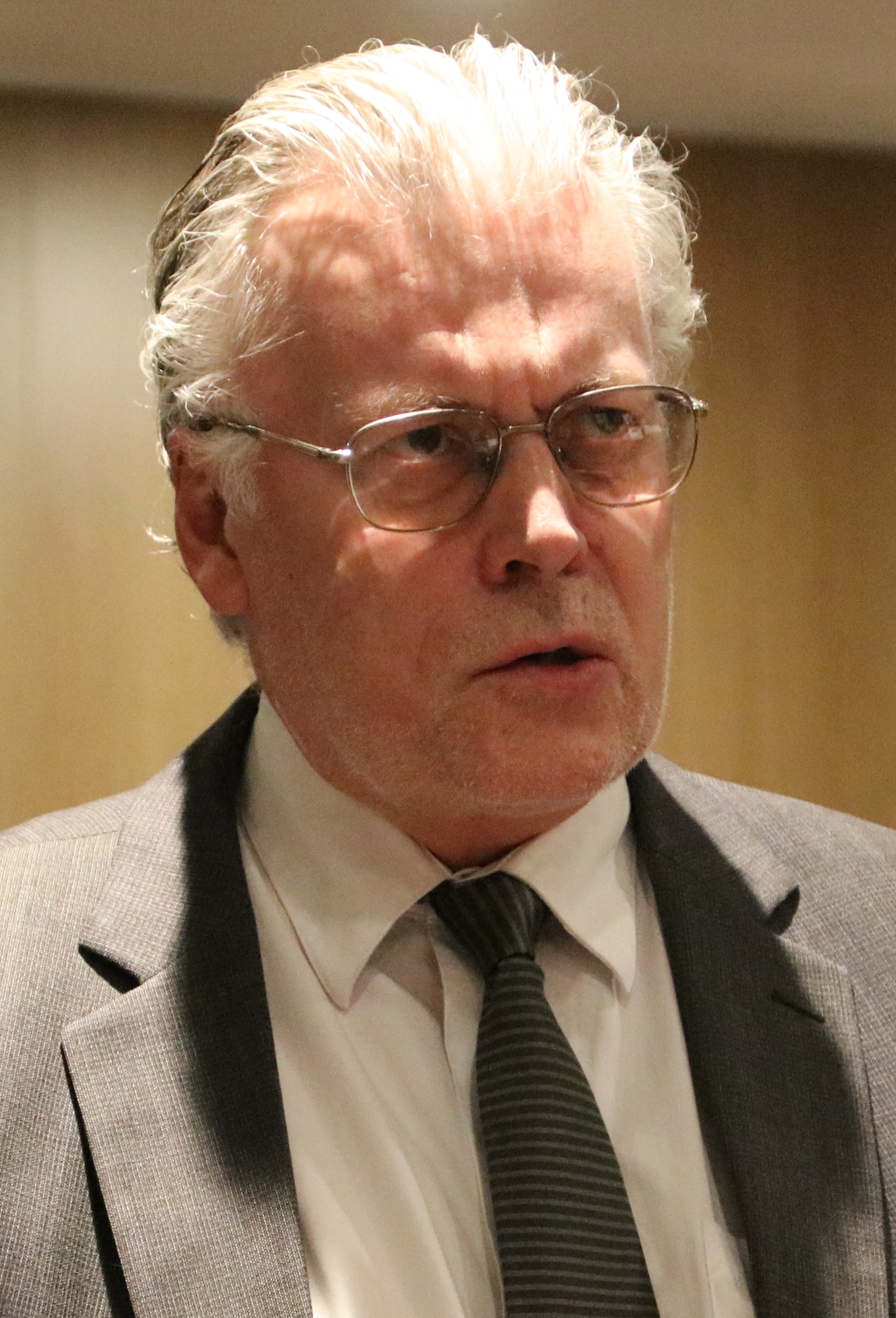
Ögmundur Jónasson (2016)

Ögmundur Jónasson (* 17. Juli 1948 in Reykjavík) ist ein isländischer Politiker (Links-Grüne Bewegung) und war von 2011 bis 2013 Innenminister Islands.

## Leben
Ögmundur erwarb seine Hochschulzugangsberechtigung (Stúdentspróf) 1969 am Menntaskólinn í Reykjavík. Zwischen 1971 und 1972 war er als Lehrer in einer Reykjavíker Grundschule tätig. Er studierte Geschichte und Politik in Edinburgh; 1974 machte er seinen Master. Er blieb bis 1978 an der Universität Edinburgh. Anschließend arbeitete Ögmundur bis 1988 als Berichterstatter in Fernsehen und Rundfunk bei Ríkisútvarpið, der öffentlich-rechtlichen Rundfunkanstalt Islands, zwischen 1986 und 1988 in Kopenhagen. Daneben hat er seit 1979 Lehraufträge an der Universität Island und war von 1988 bis 2009 Vorsitzender der Gewerkschaft Bandalag starfsmanna ríkis og bæja (BSRB).
Ögmundur war von 1995 bis 2016 Mitglied des isländischen Parlaments Althing, zunächst in einer gemeinsamen Fraktion der Volksallianz und der Parteilosen, dann als Parteiloser und schließlich für die Links-Grüne Bewegung. Von 1998 bis 1999 war er im Althing Fraktionsvorsitzender der Parteilosen, von 1999 bis 2009 der Links-Grünen Bewegung. Am 1. Februar 2009 wurde Ögmundur isländischer Gesundheitsminister in der Regierung Jóhanna Sigurðardóttir I. Er löste Guðlaugur Þór Þórðarson von der Unabhängigkeitspartei ab. Nach der isländischen Parlamentswahl im April 2009 wurde Ögmundur am 10. Mai 2009 Gesundheitsminister in der Regierung Jóhanna Sigurðardóttir II. 2010 wurde er Justiz- und Verkehrsminister und seit 2011 bekleidete er das Amt des isländischen Innenministers. In diesem Amt wurde er nach der Parlamentswahl in Island 2013 am 23. Mai 2013 von Hanna Birna Kristjánsdóttir abgelöst, die bis November 2014 Innenministerin im Kabinett Sigmundur Davíð Gunnlaugsson war.
Ögmundur Jónasson hatte angekündigt, zur Parlamentswahl in Island 2016 nicht mehr anzutreten. Auf der Liste der Links-Grünen Bewegung für den Südwestlichen Wahlkreis stand er an letzter Stelle.